# RER Vélo (Bruxelles)
Le RER Vélo de Bruxelles (en néerlandais: fiets-GEN) est un projet de réseau express vélo desservant la capitale belge et ses alentours.

## Disposition
Les voies du réseau sont larges (2 m en uni-directionnel, 4 m en bi-directionnel), plates, asphaltées, et longent souvent une infrastructure linéaire (canal, autoroute ou voie ferrée). Elles correspondent à des axes prioritaires où la vitesse peut être plus élevée grâce à des aménagements permettant par exemple de réduire les intersections.

## Historique
Les premières ébauches, proposant 15 cyclostrades, sont publiées en 2012 avec l'objectif d'offrir des alternatives à l'usage de la voiture.
Dix ans plus tard, le projet concerne 400 km en 32 routes dans rayon de 15 km autour du centre-ville, s'étendant donc sur les 3 régions belges : Flandre, Région de Bruxelles-Capitale et Wallonie,. La concertation entre les trois entités est parfois délicate, ce qui ralentit la mise en œuvre du projet.
30% du réseau est réalisé début 2022, le reste étant projeté pour 2030 au plus tard, avec des avancements allant de l'étude de tracé aux travaux de voirie.

## Cyclostrades (Beliris)
Beliris (une collaboration avec le gouvernement fédéral) contribue à la construction de plusieurs cyclostrades de ce réseau. La faisabilité de 8 itinéraires est à l'étude :
- C2 Gand - Bruxelles (ligne ferroviaire L50)
- C3 Louvain - Bruxelles
- C205 La Hulpe - Bruxelles (ligne ferroviaire L161)
- C207 Rhode-Saint-Genèse - Bruxelles (ligne ferroviaire L124)
- C209 Denderleeuw - Bruxelles (ligne ferroviaire L50A)
- C212 Asse - Bruxelles (ligne ferroviaire L60)
- C216 Machelen - Bruxelles (ligne ferroviaire L26)
- C223 Bockstael (Laeken) - Bruxelles-Midi

Pour trois autres cyclostrades, la faisabilité est démontrée et l'étude de projet pour sa réalisation est en cours:
- CR1 - anneau cyclable intermédiaire de Bruxelles (ligne ferroviaire 50)
- C208 Halle - Beersel - Bruxelles
- C223 Bockstael (Laeken) - Cureghem (ligne ferroviaire L28)

## Itinéraires cyclables régionaux (ICR)
Les itinéraires cyclables régionaux (ICR) forment un réseau vélo de maillage plus dense, interne dans la Région de Bruxelles-Capitale avec deux catégories du réseau cyclable structurant: Vélo PLUS et Vélo CONFORT.
Sur ce réseau ICR, en 2023 43 % (126 km) sont achevés, tandis que 40 % (118 km) sont temporairement équipés.